# Melissa Rosenberg

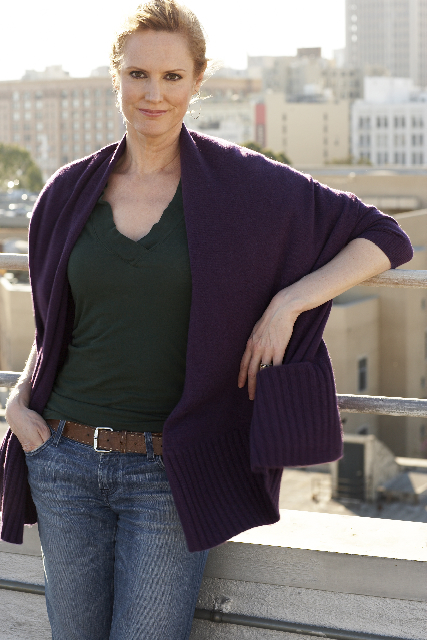
Melissa Rosenberg

Melissa Rosenberg (* 1962, Marin County, Kalifornien) ist eine US-amerikanische Drehbuchautorin und Produzentin für Film und Fernsehen. Das Drehbuch für ihren ersten Spielfilm verfasste sie 2006 für Step Up. Von 2006 bis 2009 war sie Chefautorin der Showtime-Serie Dexter und war auch als Executive Producerin bei der Serie bis zu ihrem Weggang am Ende der vierten Staffel tätig. Als Drehbuchautorin im Film war sie u. a. für die Adaption von Stephenie Meyers Roman Bis(s) zum Morgengrauen sowie dessen Fortsetzungen verantwortlich. Sie ist auch die Schöpferin der Netflix-Serie Marvel’s Jessica Jones.

## Leben
Rosenberg machte 1986 ihren Abschluss in den Fächern Schauspiel und Tanz am Bennington College. Dort richtete sie Anfang der 2000er das Melissa Rosenberg Performing Arts Stipendium zur Förderung Studierender der Hochschule ein. Nach ihrem ersten Studium folgte die Einschreibung in ein Masterprogramm für Film- und Fernsehproduktion an der University of Southern California. Sie schloss das Programm mit einem Master of Fine Arts (M.F.A.) ab.
Als Mitglied der Writers Guild of America war sie aktiv im Vorstand der Gewerkschaft tätig und war eine Streikführerin während des Streiks 2007–2008. Sie unterstützt speziell Drehbuchautorinnen durch das WGA Diversity Committee und ist Gründungsmitglied der League of Hollywood Women Writers.
Rosenberg verfasste ihr erstes Drehbuch bereits 1991. Das Projekt mit dem Titel Working the Circuit wurde nie produziert. Ihre erste Tätigkeit als Drehbuchautorin war 1993 im Bereich Fernsehen für zwei Episoden der Serie Class of ’96. Danach folgten weitere Episoden für u. a. Dr. Quinn – Ärztin aus Leidenschaft, The Outer Limits, Party of Five (auch als Produzentin) und Ally McBeal bevor ihr als Produzentin und Autorin der Serie O.C., California der Durchbruch gelang.
Rosenberg ist Gründerin der Produktionsfirma Tall Girls Productions.

## Filmografie (Auswahl)

### Als Drehbuchautorin
- 1999–2000: Party of Five (Fernsehserie, 5 Episoden)
- 2001: Ally McBeal (Fernsehserie, Episode 4x12 Hats Off to Larry)
- 2003–2004: O.C., California (The O.C., Fernsehserie, 3 Episoden)
- 2006: Step Up
- 2006–2009: Dexter (Fernsehserie, 11 Episoden)
- 2008: Twilight – Biss zum Morgengrauen (Twilight)
- 2009: New Moon – Biss zur Mittagsstunde (The Twilight Saga: New Moon)
- 2010: Eclipse – Biss zum Abendrot (The Twilight Saga: Eclipse)
- 2011: Breaking Dawn – Biss zum Ende der Nacht, Teil 1 (The Twilight Saga: Breaking Dawn – Part 1)
- 2012: Breaking Dawn – Biss zum Ende der Nacht, Teil 2 (The Twilight Saga: Breaking Dawn – Part 2)
- 2013: Red Widow (Fernsehserie, Schöpferin, Drehbuch von 2 Episoden)
- 2015–2019: Marvel’s Jessica Jones (Fernsehserie, Schöpferin, Drehbuch von 6 Episoden)

### Als Produzentin
- 1994: Party of Five (Fernsehserie, als überwachende Produzentin)
- 2000: Boston Public (Fernsehserie, als beratende Produzentin)
- 2003–2004: O.C., California (The O.C., Fernsehserie, als Co-Executive Producerin)
- 2006–2009: Dexter (Fernsehserie, als Executive Producerin)
- 2015–2019: Marvel’s Jessica Jones (Fernsehserie, Showrunnerin und Executive Producerin)

## Auszeichnungen
Zu Rosenbergs Ehrungen zählen ein Peabody Award 2015 sowie Nominierungen für mehrere Emmy Awards, Writers Guild of America Awards und Razzie Awards.

### Emmy Awards
- 2010: Nominierung for Beste Drama Serie für Dexter
- 2009: Nominierung for Beste Drama Serie für Dexter
- 2008: Nominierung for Beste Drama Serie für Dexter

### Writers Guild of America
- 2011: Nominierung for Beste Drama Serie für Dexter
- 2010: Nominierung for Beste Drama Serie für Dexter
- 2009: Nominierung for Beste Drama Serie für Dexter
- 2008: Nominierung for Beste Drama Serie für Dexter

### Producers Guild Awards
- 2010: Nominierung als Outstanding Producer of Episodic Television, Drama für Dexter

### Razzie Awards
- 2013: Nominierung für Worst Screenplay für Breaking Dawn – Biss zum Ende der Nacht, Teil 2 (gemeinsam mit Stephenie Meyer)
- 2012: Nominierung für Worst Screenplay für Breaking Dawn – Biss zum Ende der Nacht, Teil 1 (gemeinsam mit Stephenie Meyer)
- 2011: Nominierung für Worst Screenplay für Eclipse – Biss zum Abendrot (gemeinsam mit Stephenie Meyer)
- 2010: Nominierung für Worst Screenplay für New Moon – Biss zur Mittagsstunde (gemeinsam mit Stephenie Meyer)